# THE LAST SONG
「THE LAST SONG」（ザ・ラスト・ソング）は、ロック・バンドのX JAPANが1998年3月18日にリリースした18作目のシングル。

## 解説
X JAPAN解散決定後に、レコード会社およびマネージメント側からの要望によりYOSHIKIが作曲した。Toshlは日本でヴォーカルのレコーディングをしたが、1997年9月22日に行われたX JAPANの解散の記者会見についてToshlが「知らされなかった」と発言したことに怒ったYOSHIKIは、ヴォーカル録りのスタッフとだけ電話でやりとりし、Toshlとは言葉を一切交わさなかった。
1997年12月31日東京ドームで行われた解散コンサート『THE LAST LIVE〜最後の夜〜』でアンコールの最後に演奏され、2008年3月28日に同じく東京ドームで行われた再結成コンサート『攻撃再開 2008 I.V.〜破滅に向かって〜』で最初に演奏された。
発売が解散後ということもあり、オリジナル・アルバムには未収録であったが、解散後に発売されたバラード曲のみで編成されたコンピレーション・アルバム『BALLAD COLLECTION』、そして99年に発売されたベストアルバム『PERFECT BEST』に収録された。
ジャケットは『THE LAST LIVE〜最後の夜〜』で抱き合うYOSHIKIとToshl。CD-EXTRAになっており、解散発表記事、「THE LAST SONG」ライブ映像、X JAPANオール・ディスコグラフィーが収録されている。
日本テレビ系『知ってるつもり?!』エンディング・テーマ。
なお、YOSHIKI自身のピアノ演奏を含んだこの曲のオーケストラ・バージョンが、YOSHIKIのライブDVD『Yoshiki Symphonic Concert 2002 with Tokyo City Philharmonic Orchestra featuring Violet UK』に収録されている。

## 収録曲
- THE LAST SONG - 11:26
（作詞・作曲：YOSHIKI　編曲：X JAPAN）

## パーソネル
| - 共同プロデューサー：         | X JAPAN                                                |
| - ミキシング・エンジニア：     | マイク・ギンク                                         |
| - レコーディング・エンジニア： | マイク・ギンク、リッチ・ブリーン、杉山勇司、稲田和彦   |
| - アシスタント・エンジニア：   | ハガケンジ、野口聡、阿部勇介、佐竹央行、タール・ミラー |
| - オーケストラ・アレンジ：     | YOSHIKI、シェリー・バーグ                              |
| - スコアリング：               | トム・ハーム                                           |

## 収録アルバム
- 『BALLAD COLLECTION』（コンピレーション・アルバム、#10）
- 『PERFECT BEST』（ベスト・アルバム、DISC 2、#7）